# Ancienne Église Orthodoxe d'Ukraine

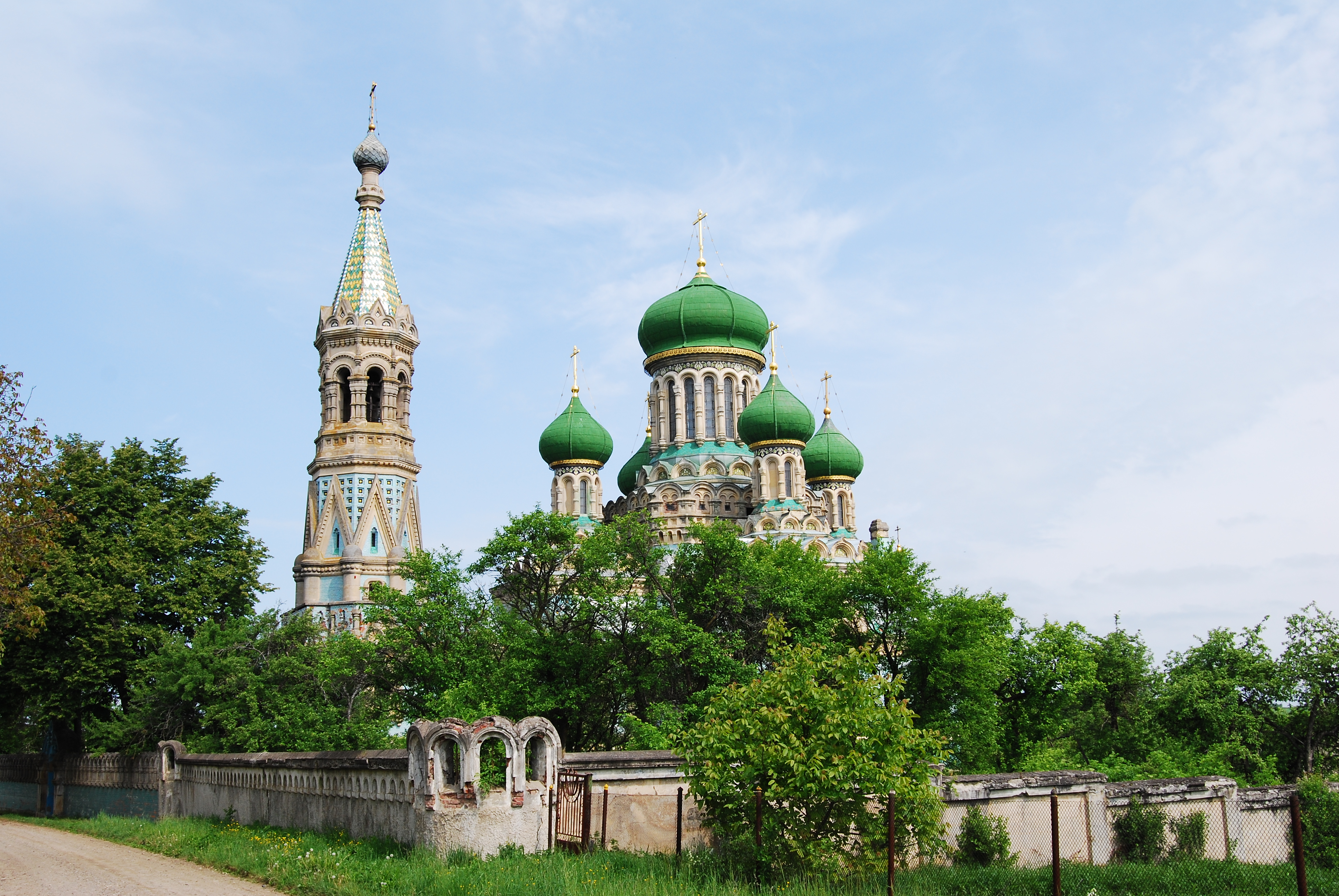
Cathédrale de Bila Krynytsya

L'archidiocèse de Kiev et de toute l'Ukraine est une juridiction de l'Église orthodoxe vieille-ritualiste russe en Ukraine (sans la Crimée) dont le siège est à Kiev. Le primat porte le titre d'Archevêque de Kiev et de toute l'Ukraine (titulaire actuel : Nicodème (Nikola Kovaliov), depuis le 11 décembre 2016).

## Hiérarchie de Bila Krynytsya
L'Église orthodoxe vieille-ritualiste russe ou Église orthodoxe russe des Vieux-croyants est une Église orthodoxe traditionaliste, née d'un schisme de l'Église orthodoxe russe au XVIIe siècle. C'est la première et la plus importante des Églises de la branche presbytérienne (« avec prêtres ») des Orthodoxes vieux-croyants et une des deux Églises dites de la « Hiérarchie de Bila Krynytsya », d'après le nom du village de la province historique de Bucovine où a été recréée une Église avec triple hiérarchie pour les Vieux-croyants en 1847.

## Histoire

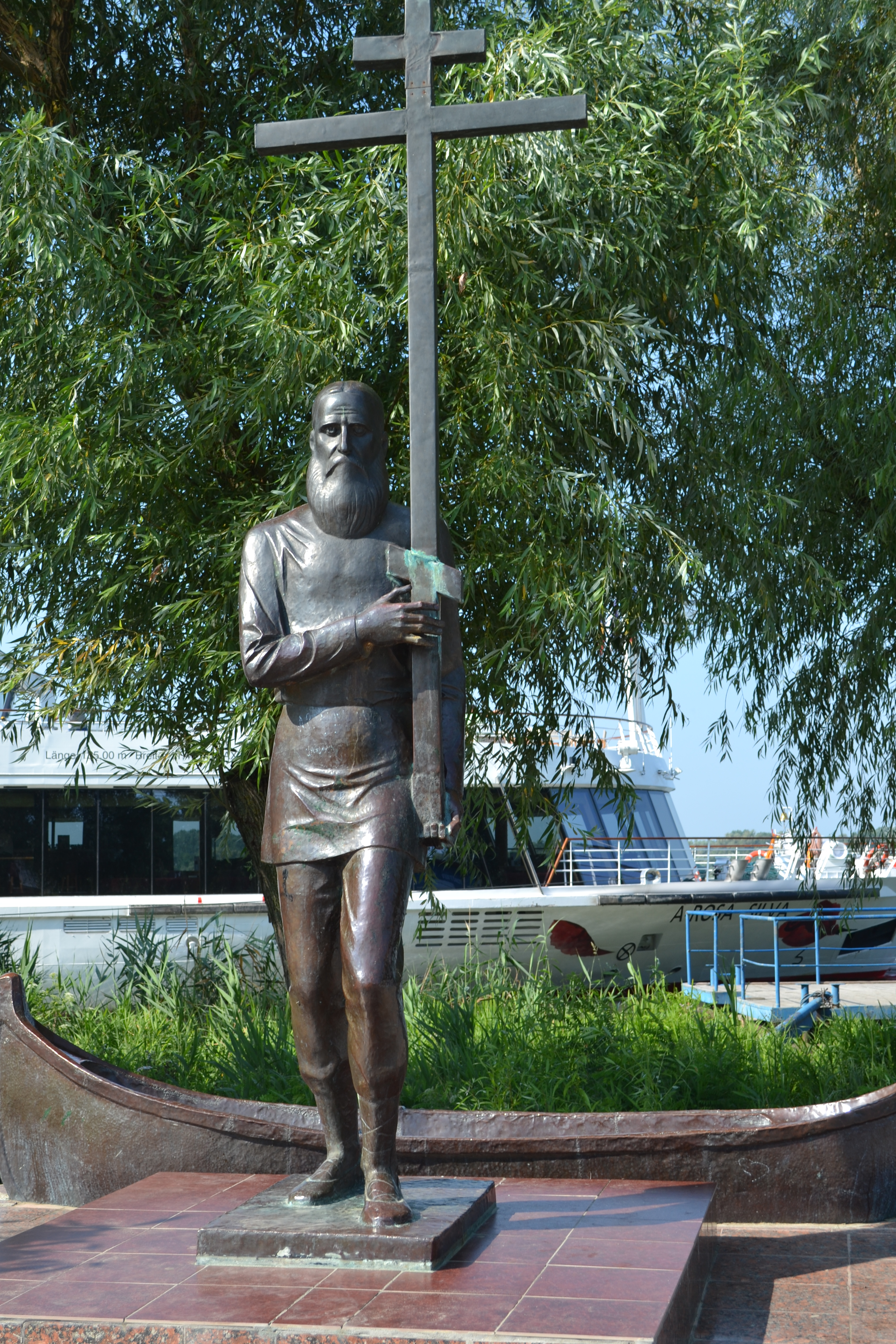
Monument du Vieux-croyant lipovène à Vylkove

### Empire austro-hongrois et Royaume de Roumanie
À partir de janvier 1775, la Bucovine se trouve dans l'empire d'Autriche (devenu en 1867 l'Empire austro-hongrois). Le 28 novembre 1918, elle est rattachée au Royaume de Roumanie.

### Empire russe
Le diocèse de Kiev a été érigé le 24 août 1901.

### Union soviétique
À l'été 1941, le nord de la Bucovine est annexé à l'URSS.

### Histoire récente
Lors du Saint-Synode de l'Église du 17-19 octobre 2017, il est devenu un archidiocèse.
Le 3 avril 2022, à la suite de l'invasion de l'Ukraine par la Russie en 2022, le clergé de l’archidiocèse de Kiev et de toute l’Ukraine a condamné le soutien à l’agression du clergé de la métropole de Moscou et a fait appel aux primats de l'Église orthodoxe vieille-ritualiste russe et de l'Église orthodoxe vieille-ritualiste lipovène de lui accorder l'autocéphalie .

## Organisation

### Structure territoriale
Le diocèse compte plusieurs doyennés :
- doyenné de Kiev
- doyenné d'Odessa et Izmaïl
- doyenné de Vinnytsia et Khmelnytskyï
- doyenné de Tchernivtsi

### Communautés locales par région (oblast)
- Région d'Odessa :
  - Balta, église consacrée en 2001
  - Izmaïl[4], église construite en 1833
  - Kilia[5],[6], première église construite en 1846
  - Kislitsa
  - Mirnoe
  - Mouravlevka
  - Novaïa Nekrassovka
  - Odessa
  - Prymorske
  - Staraïa Nekrassovka
  - Vassilevka
  - Velikoploskoe
  - Vylkove 1
  - Vylkove 2
- Région de Tchernivtsi :
  - Bila Krynytsya 1
  - Bila Krynytsya 2 - Starovchynetsky (Saints-Côme-et-Damien)
  - Bila Krynytsya 3 - Starovchynetsky (Saint-Nicolas)
  - Hrubna, église construite en 1805
  - Khotyn
  - Lipovy 1
  - Lipovy 2
  - Loukovtsy
  - Tchernivtsi
- Région de Vinnytsia :
  - Balki
  - Berchad
  - Bratslav
  - Jmerynka, église construite en 2006
  - Joukivtsi
  - Sloboda Tchernyatinskaïa
  - Vinnytsia 1850-1860[7], nouvelle en construction depuis 2013[8]
- Région de Tchernihiv :
  - Dobryanka
- Région de Khmelnytskyï :
  - Kamenets-Podolski
  - Khmelnytskyï
  - Petrachi
  - Pilipy-Khrebtievsky
- Région de Kirovohrad :
  - Nikolskoe
  - Zoybkovo
- Région de Kharkiv :
  - Kharkiv
- Région de Kiev :
  - Kiev
- Région de Donetsk / République populaire de Donetsk :
  - Olkhovatka[9]
- République autonome de Crimée (Ukraine) / République de Crimée (Russie)
  - Krasnokamenka (Gourzouf)[10], église construite en 2017
  - Mama Rousskaïa (Kourortnoïe), église construite en 1913, entièrement restaurée et reconsacrée en 2016
  - Simferopol

## Statut juridique en Ukraine
Le conflit qui oppose l'Ukraine et la Russie en Crimée et le Donbass (Donetsk et Louhansk) affecte aussi l'Église orthodoxe vieille-ritualiste russe en Ukraine.
Une loi du 20 décembre 2018 « Sur la liberté de conscience et des organisations religieuses » oblige les organisations religieuses qui sont liées à - ou qui ont leur siège dans - un pays considéré comme agresseur d'indiquer cette dépendance dans leur dénomination. Cinq Églises sont dans cette situation dont l'Église orthodoxe vieille-ritualiste russe et son diocèse en Ukraine.
Les communautés vieilles-ritualistes russes de Crimée et du Donbass sont également directement impactées par ce conflit.
En novembre 2022, enregistrement sous le nom d'Ancienne Église Orthodoxe d'Ukraine, en anglais : "Ancient Orthodox Church of Ukraine" (AOCU). 

## Lipovènes d'Ukraine
- Lipovènes

## Galerie de photos

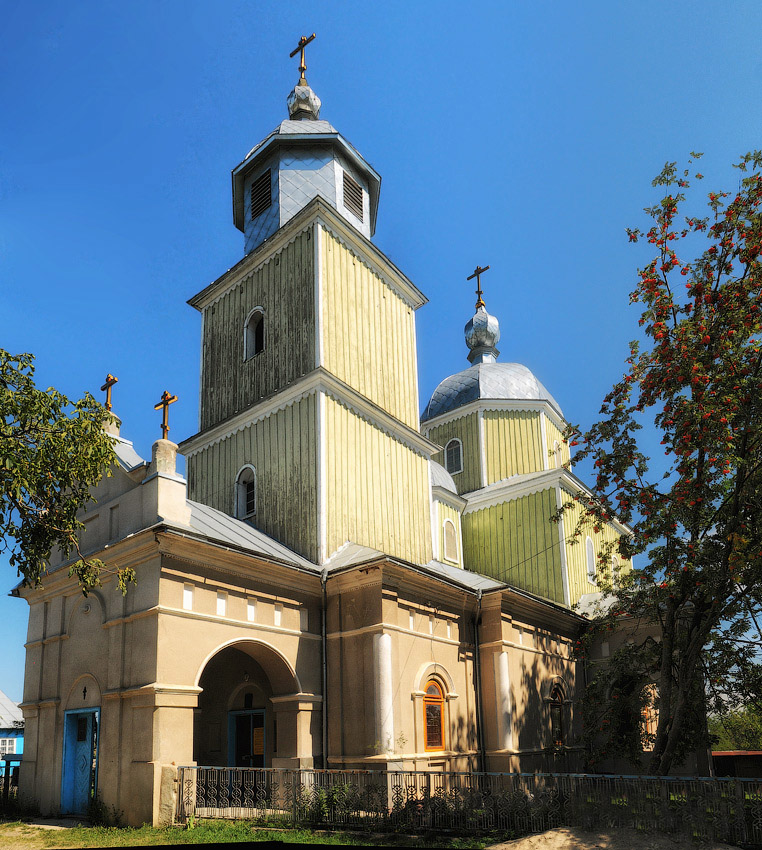
Église de Bila Krynytsya (Sts-Côme-et-Damien)
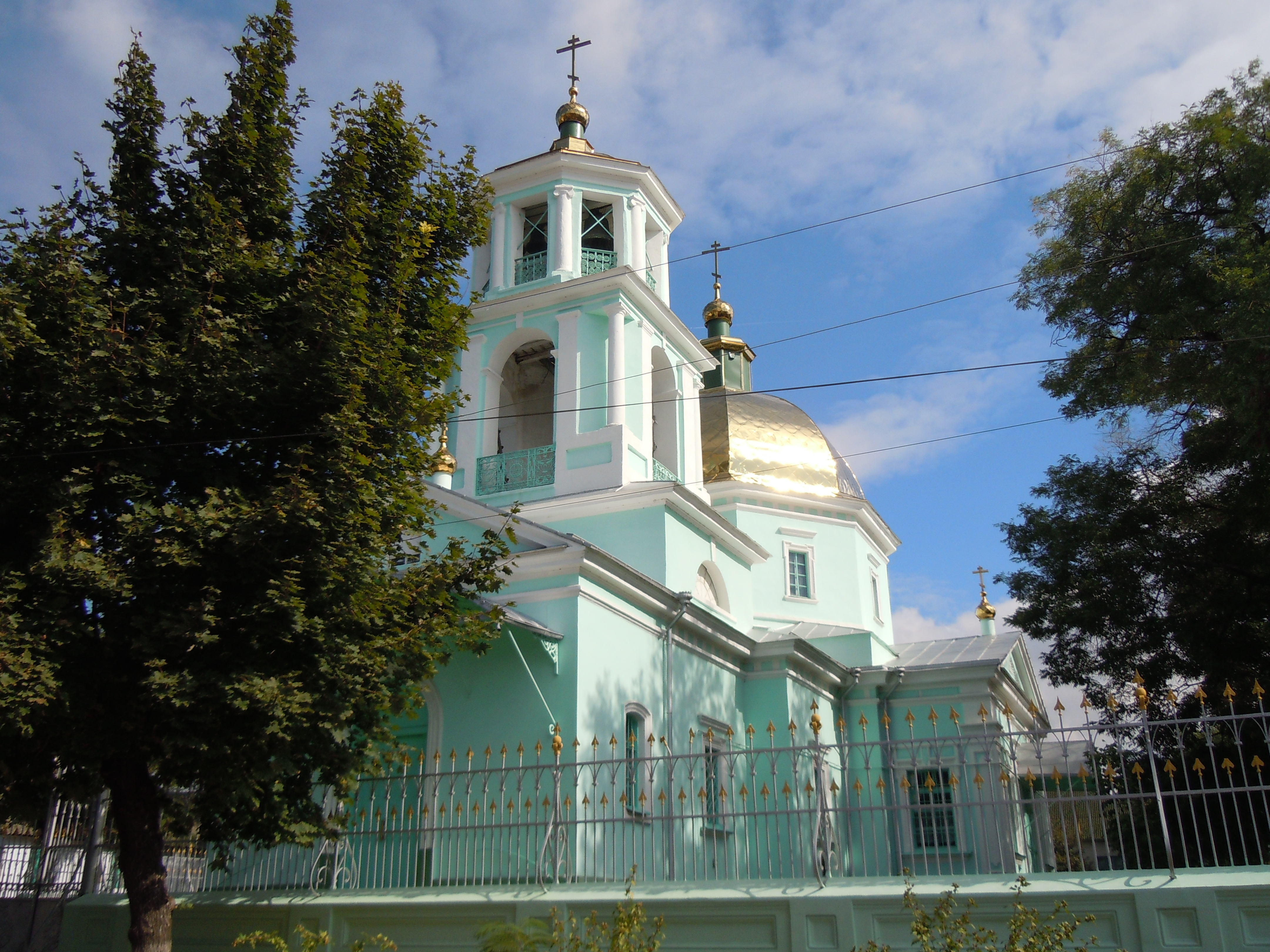
Église d'Izmaïl
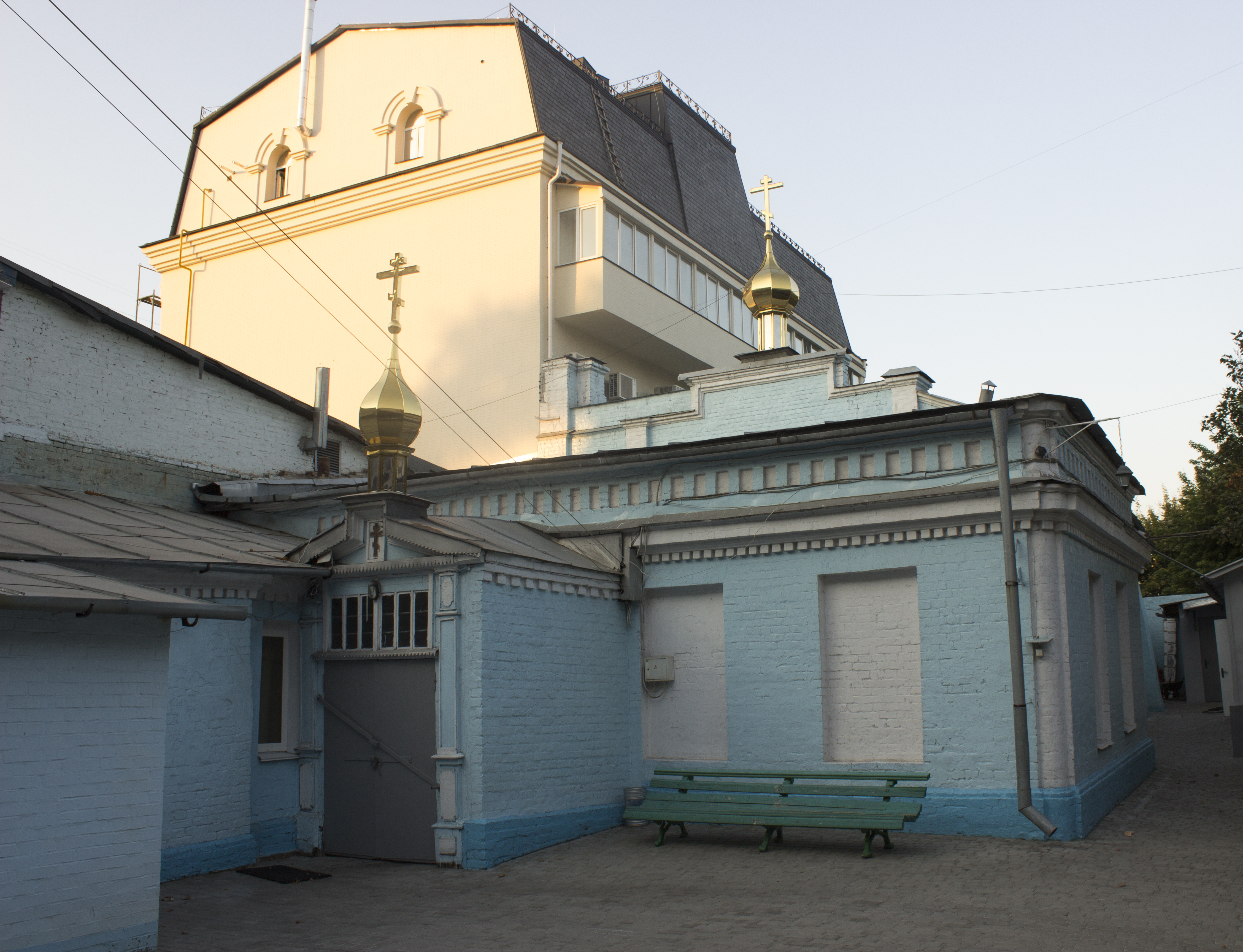
Église de Kiev
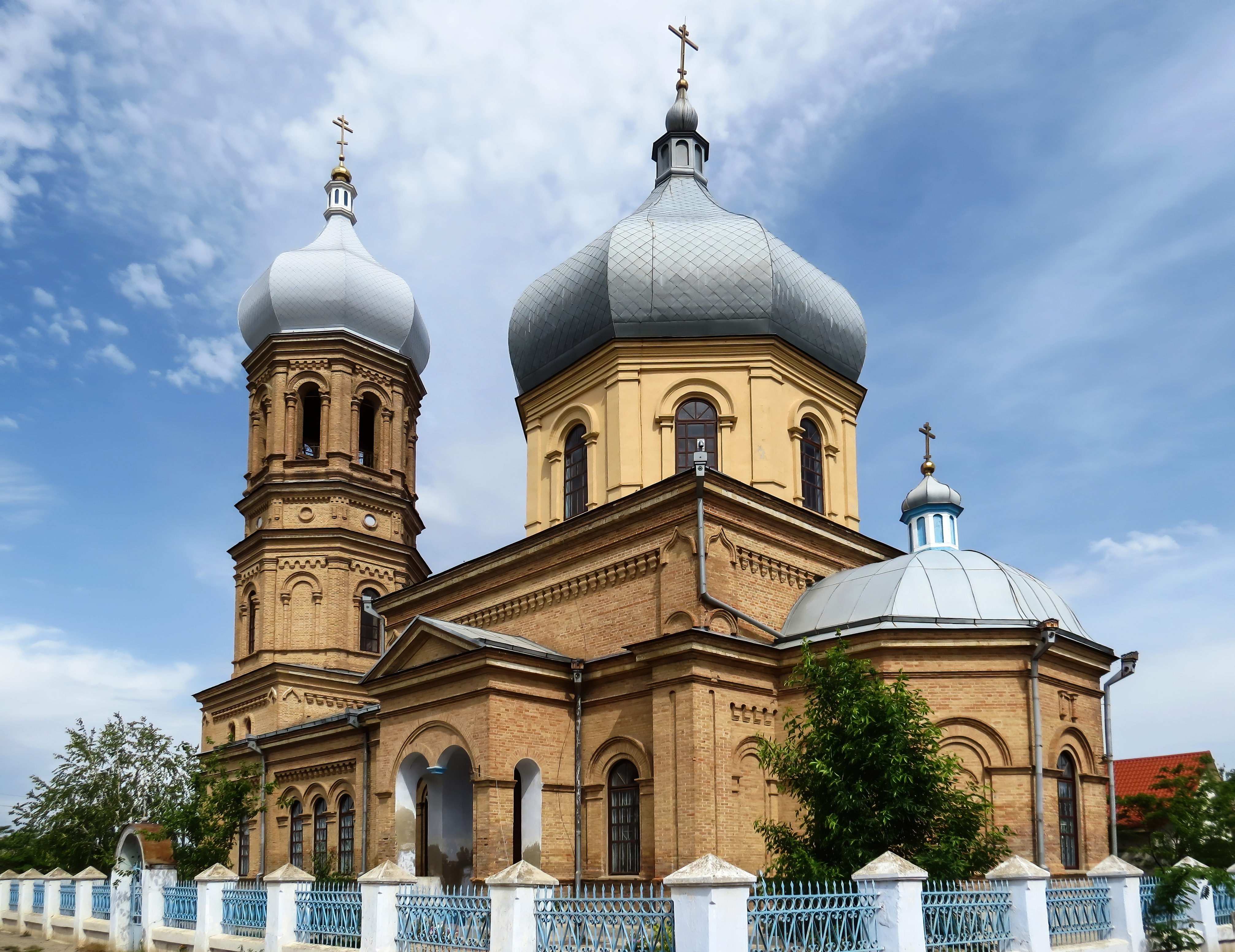
Église de Kilia
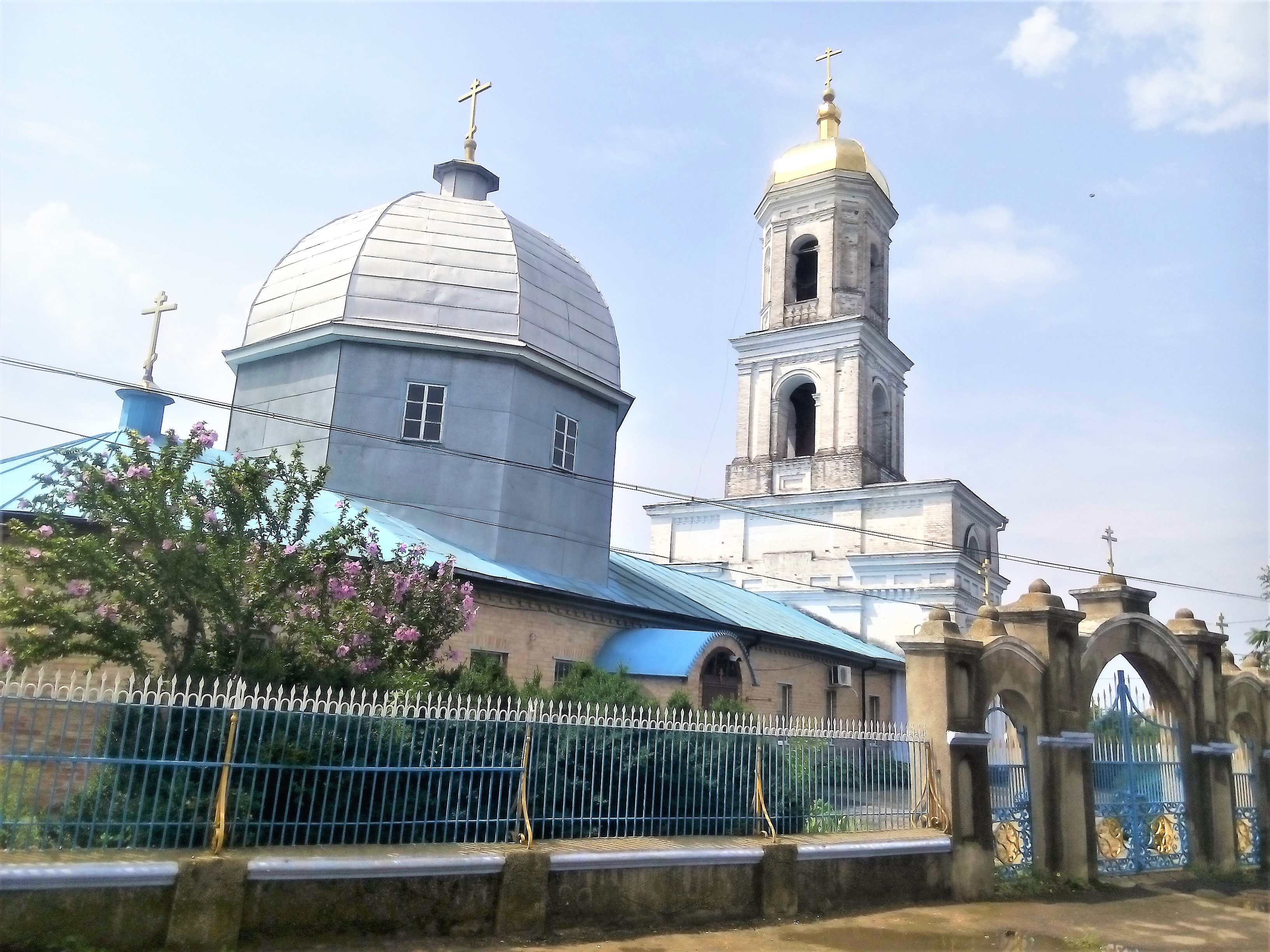
Église de Novaya Nekrasovka
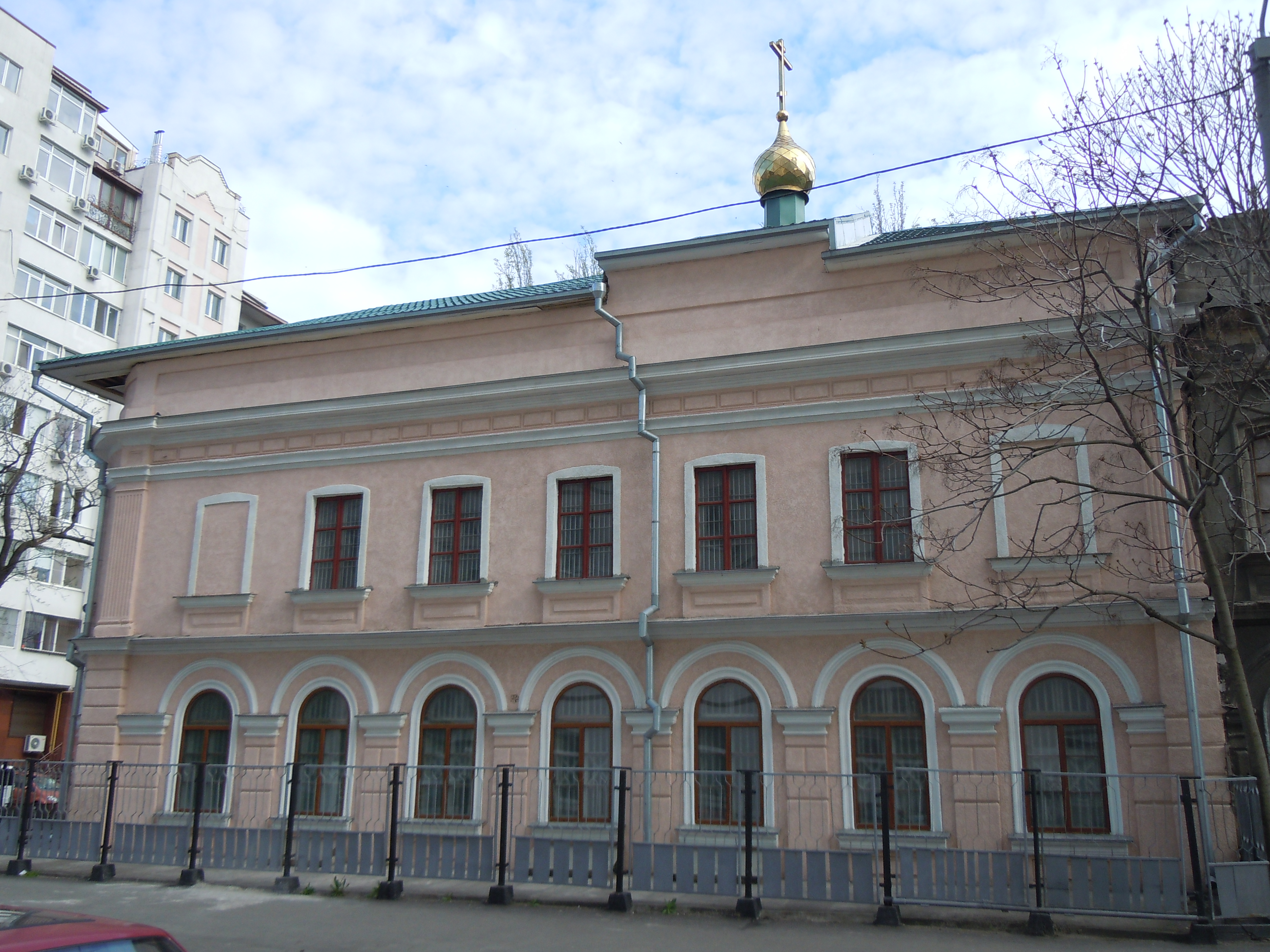
Église d'Odessa
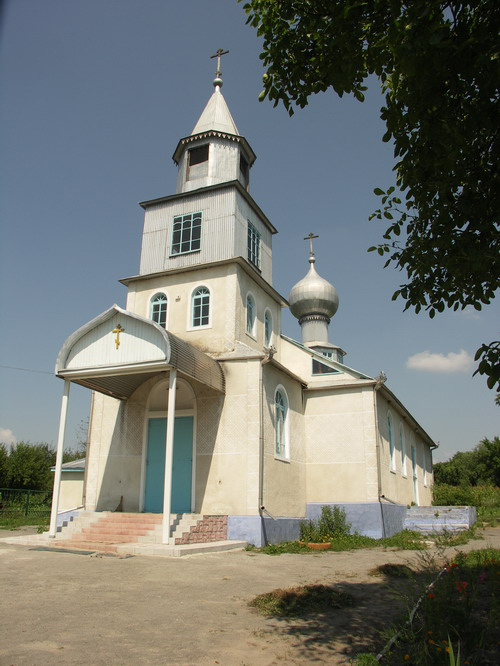
Église de Pilipy-Khrebtievsky
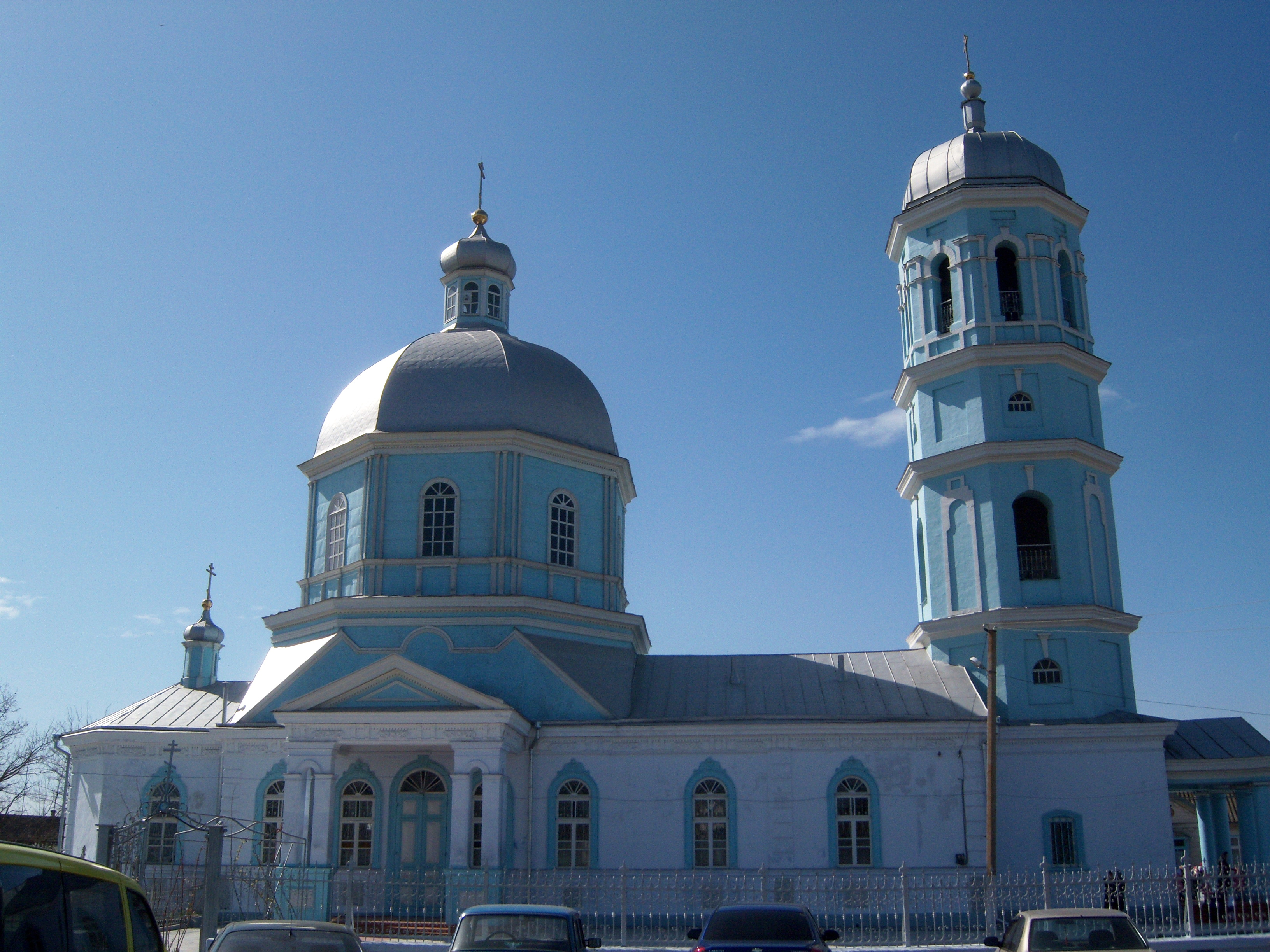
Église de Prymorske
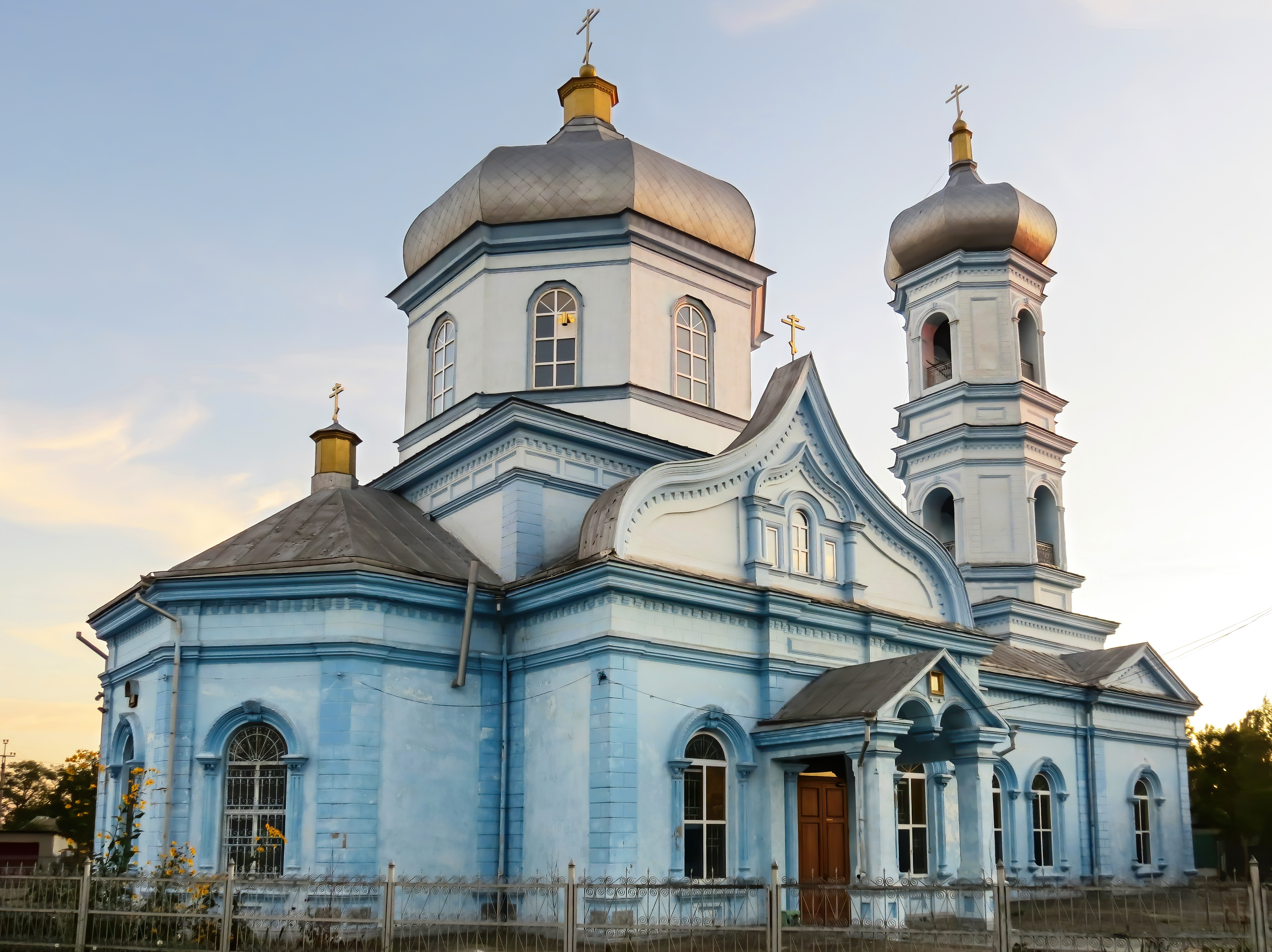
Église de Vylkove
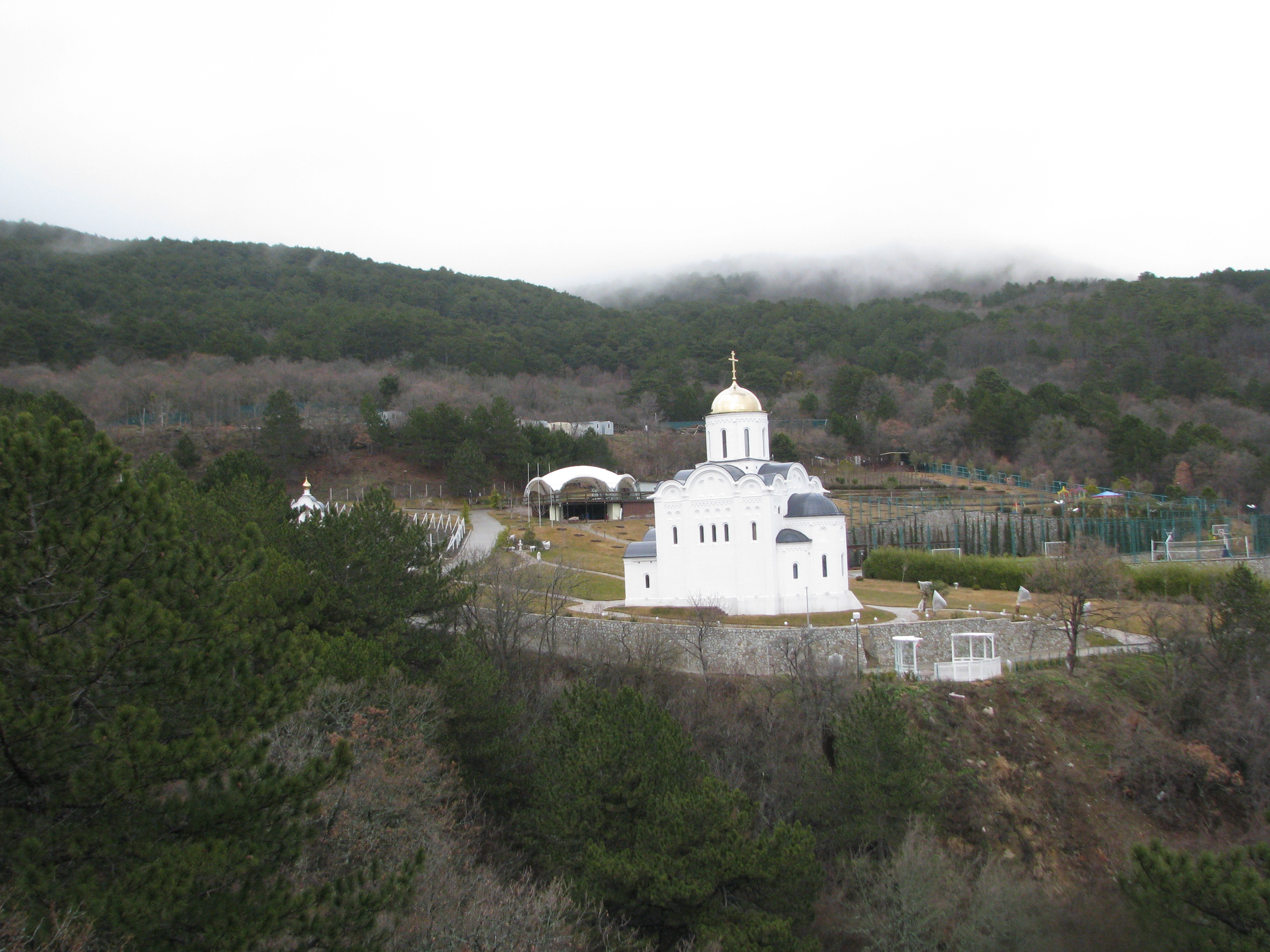
Église de Krasnokamenka